# Trachyandésite
Trachy-andésite

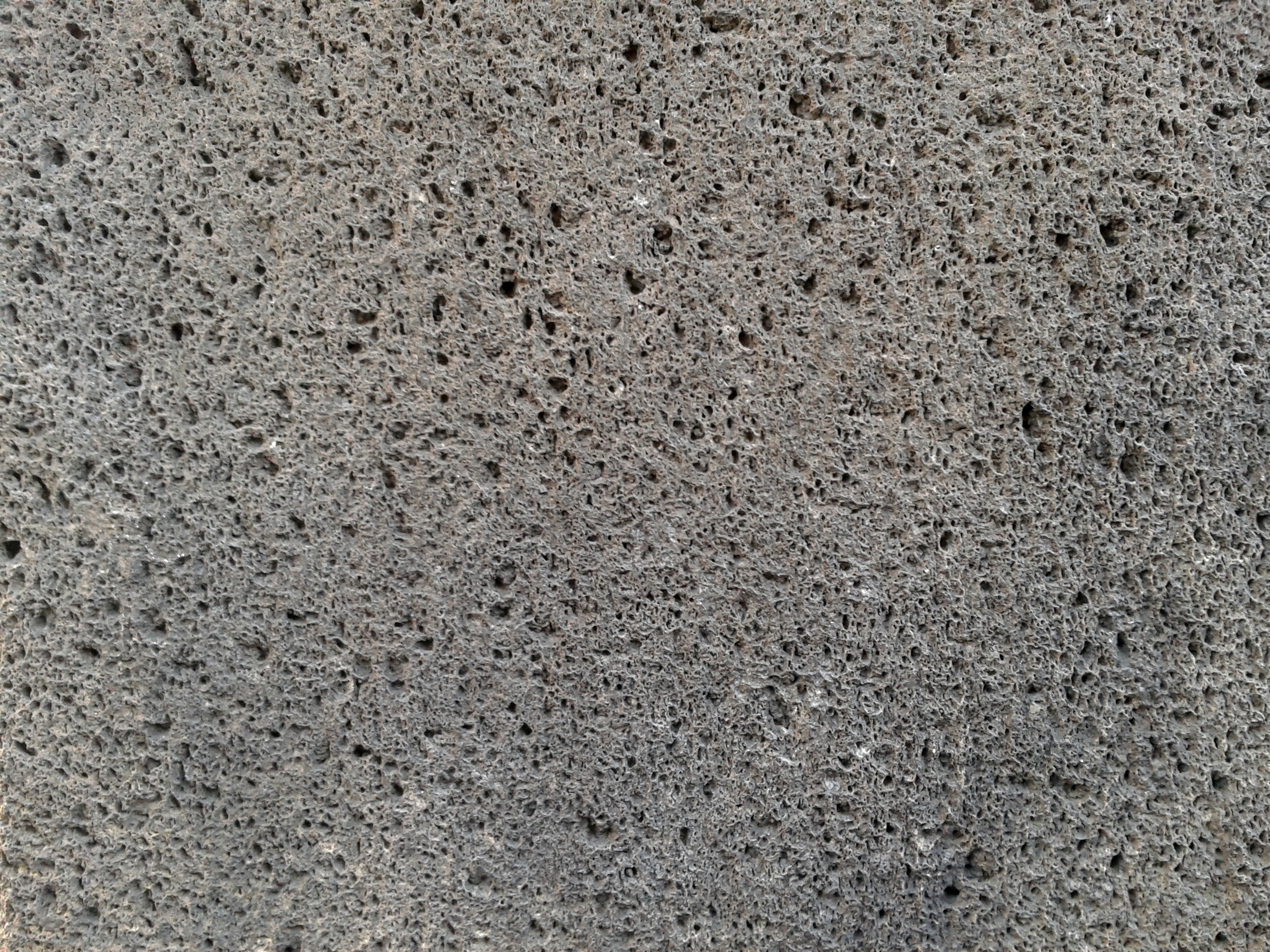
Un bloc de lave trachyandésite taillé provenant d'un volcan d'Auvergne (appelé "pierre de Volvic"), en France, utilisé comme pierre de construction, faisant partie des murs de la cathédrale de Clermont-Ferrand, en France.

Les trachyandésites, ou trachy-andésites, sont des roches volcaniques de la série alcaline, intermédiaires entre les trachybasaltes et les trachytes. On les trouve notamment dans le volcanisme intraplaque.
Les trachyandésites ne doivent pas être confondues avec les andésites vraies, qui appartiennent à la série calco-alcaline.

## Minéralogie

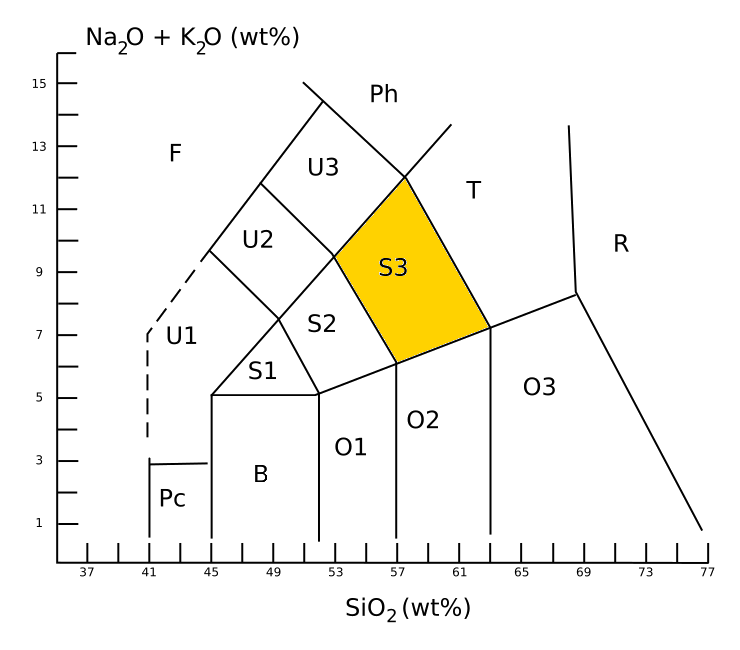
La trachyandésite se place dans le domaine S3 du diagramme de classification TAS.

Généralement de couleur grise, les trachyandésites contiennent des phénocristaux de feldspath, de pyroxène et/ou d'amphibole.
Les trachyandésites sont classées en latites et en trachyandésites proprement dites, en fonction de la nature et des proportions des feldspaths et des minéraux ferromagnésiens qu'elles contiennent.

## Origine
Les trachyandésites résultent soit de la différenciation de magmas basaltiques alcalins (en) par cristallisation fractionnée, soit de mélanges entre ce type de magma et un magma trachytique ou rhyolitique. 

## Variétés rencontrées en France métropolitaine
La pierre de Volvic est un exemple classique de trachyandésite.
Les principales variétés de trachyandésite sont la domite (telle celle que l'on trouve au puy de Dôme), la doréite (localité éponyme : Mont-Dore) et la sancyite (localité éponyme : puy de Sancy). Ces dénominations sont essentiellement locales, et n'ont pas de définition reconnue internationalement.